# La Nuit du massacre
Pour plus de détails, voir Fiche technique et Distribution.
La Nuit du massacre (Crónica de un atraco) est un film policier italo-espagnol réalisé par Jesús Balcázar et sorti en 1968.

## Fiche technique
Sauf indication contraire, les informations mentionnées dans cette section peuvent être confirmées par la base de données cinématographiques Unifrance,  présente dans la section « Liens externes ».
- Titre français : La Nuit du massacre ou La Nuit du grand massacre[1]
- Titre original espagnol : Crónica de un atraco[2]
- Titre italien : La lunga notte di Tombstone[3]
- Réalisation : Jesús Balcázar
- Scenario : Bruno Corbucci, Jesús Balcázar, Mario Amendola
- Photographie :	Juan Gelpí
- Montage : Teresa Alcocer
- Musique : Guglielmo Brezza (it) (sous le nom de « Willy Brezza »)
- Décors : Juan Alberto Soler
- Costumes : Berenice Sparano
- Trucages : Euclide Santoli, Adrian Jaramillo
- Production : Alfonso Balcazar, Italo Zingarelli
- Société de production : Balcázar Producciones Cinematográficas, West Film
- Pays de production :  Espagne -  Italie
- Langue originale : espagnol
- Format : Couleur par Eastmancolor - 2,35:1 - Son mono - 35 mm
- Durée : 86 min (1 h 26[3])
- Genre : film policier
- Dates de sortie :
  - Allemagne de l'Ouest : 8 mars 1968
  - Espagne : 1er avril 1968
  - Italie : 26 juin 1968
  - France : 23 octobre 1968[1]

## Distribution
- Tomás Milián : Chino
- Claudio Camaso : Scott
- Fernando Sancho : Fulgencio Del Castillo
- Anita Ekberg : Bessie
- Hugo Blanco : John
- Oscar Pellicer : Luke
- Mónica Randall : Helen
- Tito Garcia : Fred Mulligan
- Osvaldo Genazzani :